# Lepirudina
La lepirudina è un composto chimico di formula chimica C287H440N80O111S6.

## Storia
L'azienda farmaceutica Bayer ha interrotto la produzione di lepirudina a partire dal 31 maggio 2012.

## Caratteristiche strutturali e fisiche
Si tratta di un'irudina ricombinante formata da 65 amminoacidi identica alla irudina naturale ad eccezione dell'assenza di solfato sulla tirosina in posizione 63 e della sostituzione della leucina con l'isoleucina in posizione 1 (estremità N-terminale).
Il composto risulta solubile in acqua.
| N. di atomi peanti                           | 484             |
| N. di donatori di legami a idrogeno          | 100             |
| N. di accettori di legami a idrogeno         | 122             |
| N. di elementi stereogenici atomici definiti | 63              |
| N. di legami ruotabili                       | 166             |
| Massa monoisotopica                          | 6.974,9568842 u |
| Superficie polare                            | 3.260 Å²        |
| Punto isoelettrico                           | 3,7             |

## Sintesi
La lepirudina è un prodotto DNA ricombinante derivato da cellule di lievito.

## Farmacologia e tossicologia

### Farmacocinetica

#### Assorbimento
La somministrazione di lepirudina tramite una singola iniezione intravenosa di bolo di 0,4 mg/kg in 9 volontari sani (maschi e femmine) ha determinato una concentrazione massima (Cmax) di 2924 ng/mL, un tempo massimo di concentrazione (Tmax) di 0,17 ore e un'area sotto la curva (AUC0-∞) di 2500 ng•h/mL. Quando sono state somministrate dosi di 0,1, 0,15 e 0,2 mg/kg di lepirudina tramite infusione endovenosa singola della durata di 6 ore in volontari sani maschi, sono state osservate rispettivamente una Cmax di 111, 203 e 2446 ng/mL e un'area sotto la curva (AUC) rispettivamente di 612, 1184 e 1446 ng•h/mL. La biodisponibilità dopo l'iniezione è del 100%. È stato inoltre riportato che la biodisponibilità di lepirudin dopo somministrazione sottocutanea è quasi del 100%.
Il volume di distribuzione di lepirudina allo stato stazionario è stato di 12,2 L nei soggetti giovani sani (n=18, 18-60 anni), 18,7 L nei soggetti anziani sani (n=10, 65-80 anni), 18,0 L nei soggetti con compromissione renale (n=16, clearance della creatinina < 80 mL/min) e 32,1 L nei pazienti con trombocitopenia indotta da eparina (n=73). La distribuzione di lepirudina è principalmente limitata ai fluidi extracellulari.
Nel plasma umano, il legame proteico del farmaco è di circa il 3%.

#### Metabolismo
Essendo un polipeptide, ci si aspetta che la lepirudina venga metabolizzata attraverso la scissione sequenziale degli amminoacidi da parte delle exoproteasi renali, che hanno attività simili a carbossipeptidasi e dipeptidasi. La scissione C-terminale degli amminoacidi di lepirudina (amminoacidi da 1 a 65) produce quattro metaboliti con attività antitrombotica: M1 (amminoacidi da 1 a 64), M2 (amminoacidi da 1 a 63), M3 (amminoacidi da 1 a 62) e M4 (amminoacidi da 1 a 61).

#### Eliminazione
La maggior parte della lepirudina viene escreta principalmente attraverso l'urina (48,3%). Circa il 35% di lepirudina viene escreta immodificata, mentre i metaboliti sono presenti in una percentuale inferiore (2,5% di M1, 5,4% di M2, 3,9% di M3 e 1,6% di M4).
Il farmaco ha una emivita iniziale di circa 10 minuti e, nei giovani volontari sani, ha un'emivita terminale di 1,3 ore. La lepirudina segue una cinetica di eliminazione di primo ordine; la concentrazione plasmatica aumenta proporzionalmente all'aumento della dose intravenosa. Sono stati rilevati valori di emivita di eliminazione fino a 2 giorni nei pazienti con grave insufficienza renale (clearance della creatinina < 15 mL/min).
La clearance della lepirudina è proporzionale al tasso di filtrazione glomerulare. In media, la clearance è stata di 164 mL/min nei soggetti giovani e sani (n=18, 18-60 anni) e inferiore del 25% nelle donne rispetto agli uomini. Nei soggetti anziani sani (n=10, 65-80 anni), la clearance è stata di 139 mL/min, circa il 20% inferiore rispetto ai pazienti più giovani. Questo è probabilmente dovuto alla minore clearance della creatinina nei pazienti anziani. Nei soggetti con compromissione renale (n=16, clearance della creatinina < 80 mL/min), la clearance è stata di 61 mL/min, mentre nei pazienti con trombocitopenia indotta da eparina (n=73), è stata di 114 mL/min.

### Farmacodinamica
La lepirudina è un hirudina ricombinante che agisce come un inibitore altamente specifico della trombina. La sua attività è misurata in unità anti-trombina (ATU) che corrispondono alla quantità di lepirudina necessaria per neutralizzare un'unità dello standard α-trombina dell'Organizzazione Mondiale della Sanità (89/588).
L'attività di lepirudin è di 16.000 ATU/mg. Una singola molecola di lepirudina si lega a una molecola di trombina, bloccando la sua attività trombogenica. Questo farmaco aumenta in modo dose dipendente il tempo di tromboplastina parziale attivata (aPTT) e i valori di protrombina (INR). Il suo meccanismo d'azione è indipendente dall'antitrombina III. Il fattore di piastrine 4 non inibisce lepirudina.
Non è stato osservato un effetto di saturazione alla dose più elevata testata (0,5 mg/kg, bolo IV). Il tempo di trombina è considerato un test non adatto per il monitoraggio di routine di lepirudina a causa dei valori elevati rilevati (200 secondi) anche a basse dosi.
Il farmaco si lega ai siti catalitici e di legame del substrato della trombina, formando un complesso stabile, irreversibile e non covalente. Ciò blocca l'attività proteasica della trombina e inibisce il processo di coagulazione. Ogni molecola di lepirudina si lega a una singola molecola di trombina e a differenza dell'eparina, è in grado di inibire la trombina sia nello stato legato al coagulo che nello stato libero.

### Effetti del composto e usi clinici
Viene utilizzato come anticoagulante nei pazienti con trombocitopenia indotta da eparina (HIT) di tipo II, una reazione immunitaria associata a un alto rischio di complicanze tromboemboliche.

### Controindicazioni ed effetti collaterali
L'uso concomitante di terapia trombolitica e lepirudina non è raccomandato a causa dell'alto rischio di sanguinamento che può essere potenzialmente letale. Nei pazienti con rischio di sanguinamento, il medico deve valutare attentamente i rischi dell'amministrazione di lepirudina rispetto ai suoi benefici. Vi è anche un rischio particolarmente elevato di sanguinamento nei pazienti che pesano meno di 50 kg e si richiede una dose più bassa. I pazienti con compromissione renale hanno un rischio maggiore di eventi avversi emorragici.
Si possono utilizzare i derivati cumarinici solo quando la conta piastrinica è normalizzata. La dose stabilita di mantenimento deve essere iniziata senza dose di bolo iniziale. Per evitare gli effetti protrombitici all'inizio del trattamento con cumarina, si continui con anticoagulanti per via parenterale per 4 - 5 giorni. Si può interrompere l'uso dell'anticoagulante per via parenterale quando il valore di INR si stabilizza all'interno dell'intervallo desiderato.
In caso di insufficienza renale si può verificare un sovradosaggio relativo anche con un regime di dosaggio standard. Perciò la dose in bolo e il tasso di infusione devono essere ridotti in caso di insufficienza renale nota o presunta (clearance della creatinina al di sotto 60 ml/min o valori della creatinina al di sopra di 15 mg/l).
La cirrosi epatica può anche alterare la secrezione renale di lepirudina. Gravi lesioni epatiche possono aumentare l’effetto anticoagulante della lepirudina causato da difetti secondari della coagulazione che riducono la formazione dei fattori di coagulazione dipendenti dalla vitamina K.
È stata osservata la formazione di anticorpi anti-irudina in circa il 40% dei pazienti affetti da HIT di tipo II e sono stati riportati specialmente con un periodo di trattamento superiore ai 5 giorni. Ciò può condurre ad un aumento dell’effetto anticoagulante della lepirudina, possibilmente dovuto ad una ritardata eliminazione renale dei complessi attivi lepirudina-anti irudina. Pertanto è anche necessario uno stretto monitoraggio del aPTT durante terapia prolungata.
| Classificazione sistemica organica                                       | Molto comuni | Rari |
| ------------------------------------------------------------------------ | --- | --- |
| Disturbi del sistema immunitario                                         | | Reazioni anafilattiche |
| Patologie vascolari                                                      | - Anemia o caduta dei valori di emoglobina senza un’apparente fonte di emorragia - Ematomi - Emorragie dalla sede dell’iniezione - Epistassi - Ematuria - Emorragie gastrointestinali - Emorragie vaginali - Emorragie rettali - Emorragie polmonari - Emotorace post-operatorio - Emopericardio - Emorragia intracranica | - Vampate di calore - Shock, incluso shock fatale                                                                                    |
| Patologie respiratorie, toraciche e mediastiniche                        | | - Tosse - Stridore - Dispnea |
| Patologie della cute e del tessuto sottocutaneo                          | | - Reazioni allergiche cutanee (incluso rash) - Prurito - Orticaria - Angioedema, inclusi edema del viso, della lingua, della laringe |
| Patologie sistemiche e condizioni relative alla sede di somministrazione | | - Febbre - Brividi - Reazioni nella sede d'iniezione, incluso il dolore                                                              |

### Tossicologia
La tossicità acuta del farmaco somministrato per via endovenosa è stata valutata in topi (0,1-1000 mg/kg), ratti (1-1000 mg/kg) e scimmie (1-100 mg/kg), e non sono state riscontrate tossicità alle dosi esaminate. La tossicità acuta somministrato per via sottocutanea è stata valutata anche in topi (1-1250 mg/kg) e ratti (1-500 mg/kg), e non sono state riscontrate tossicità.
Tuttavia, è stato riportato che un ratto (100 mg/kg) è deceduto a causa di una rapida perdita di sangue dopo la somministrazione sottocutanea di lepirudina. Reazioni alle iniezioni locali, come emorragie, ematomi e/o noduli, sono state riscontrate in topi e ratti a cui sono state somministrate dosi sottocutanee di lepirudina pari o superiori a 500 mg/kg e 10 mg/kg, rispettivamente.
La tossicità cronica è stata valutata in ratti e scimmie a cui è stato somministrato il farmaco per un massimo di 3 mesi. La maggior parte degli effetti osservati era dovuta all'azione antitrombotica della lepirudina. Dopo 3 mesi, sono state osservate deposizioni di emosiderina nella milza e moderata istiocitosi sinusale nel linfonodo nei ratti. Nelle scimmie, sono state rilevate emorragie esterne e interne ed ematomi.
La lepirudina è stato segnalato come non mutagenico. Può verificarsi una sovradosaggio relativa nei pazienti con compromissione renale, pertanto la dose di bolo e la velocità di infusione devono essere ridotte in caso di insufficienza renale nota o sospetta. Valori eccessivamente elevati del tempo di tromboplastina parziale attivata (aPTT) suggeriscono un sovradosaggio e un rischio di sanguinamento. Non è noto un antidoto specifico per lepirudina.
Gli interventi consigliati consistono nell'interrompere immediatamente la somministrazione di lepirudina, determinare l'aPTT e i parametri di coagulazione, determinare l'emoglobina e prepararsi per una trasfusione, seguire le linee guida per il trattamento dei pazienti in stato di shock. L'emofiltrazione o l'emodialisi possono essere utili in caso di sovradosaggio, basandosi su segnalazioni singole e dati animali.

### Interazioni
Evitare erbe e integratori con attività anticoagulante/antiaggregante piastrinica (es. camomilla, aglio, zenzero, ginkgo e ginseng).